# Poľský hrebeň
Poľský hrebeň je sedlo v hlavním hřebeni Vysokých Tater. Leží ve výšce 2200 m n. m. mezi Východnou Vysokou a Velickým štítem.

## Okolí
Poľský hrebeň je široká sníženina v hlavním hřebeni Vysokých Tater mezi Velickou a Bielovodskou dolinou. Mezi Zamrznutou kopou a samotným Polským hřebenem tvoří hřeben několik vyvýšenin a zářezů. Nejnižší je o pět metrů níž než samotný Poľský hřebeň, kudy vede turistická stezka.

## Historie
Sedlo znali lovci, horníci a prospektoři odedávna. V 18. století se pro dlouhý úsek hřebene používal název Grzebień, později se přidal přívlastek Polský. V polovině 19. století bylo topografické označení zúženo jen na sedlo.
Prvními známými turisty na Polském hřebeni byli Mück, Wilhelm Roxer, Stolzenberg, Titus Szentiványi a Wadovszky 7. srpna 1840. První zimní přechod vykonali Theodor Wundt a Jakob Horvay 17. dubna 1884. Turistická trasa přes sedlo byly zabezpečená řetězy a kramlemi roku 1892.

## Přístup
Zelená turistická značka z Tatranské Polianky vedoucí Velickou dolinou přechází Poľský hrebeň k Zamrznutému plesu. Zde se napojuje na modrou značku vedoucí Litvorovou a Bielovodskou dolinou do Lysé Poľany.
- Tatranská Polianka → Poľský Hrebeň 4:00 h (3:10 h opačný směr).
- Lysá Poľana → Poľský Hrebeň 5:30 h (4:30 h opačný směr).

Dále z hřebenu vede žlutá značka na sousední vrchol Východná Vysoká 0:45 h (0:30 h zpět).